# چیانچیانو ترمه
چیانچیانو ترمه (به ایتالیایی: Chianciano Terme) یک چشمه آب گرم و کومونه در ایتالیا است که در استان سیه‌نا واقع شده‌است. چیانچیانو ترمه ۳۶٫۵ کیلومتر مربع مساحت و ۷٬۲۵۳ نفر جمعیت دارد و ۴۷۵ متر بالاتر از سطح دریا واقع شده‌است.

## خواهرخوانده
شهر ماریانسکه لازنی خواهرخواندهٔ چیانچیانو ترمه هست.